# Сороневич Маріанна Любомирівна
Маріа́нна Любоми́рівна Сороневич (нар. 30 січня 1979, Дрогобич, Львівська область, Україна) — головний редактор видання «Українська газета в Італії», громадська діячка українців в Італії. З 2010 року, член Національної спілки журналістів України.

## Освіта
Диплом із відзнакою Львівського педагогічного училища, факультет дошкільного виховання;
Національний університет «Львівська політехніка», факультет хімічної технології та інженерії;
Факультет соціології римського університету св. Томи Аквінського «Анжелікум», спеціальність: Політика і міжнародні відносини.
Курс «Вебмаркетинг та дизайнер веб і мультимедійних додатків» Європейського соціального фонду.

## Трудова діяльність
- Грудень 2004 — травень 2005 — відповідальний редактор газети «Міст» в Італії.
- З лютого 2006 — головний редактор «Української газети в Італії».
- Лютий 2008 — лютий 2013 — редактор Незалежного сайту українців в Італії «Лелеки».
- З листопада 2010 — завідувач української редакції італійського телеканалу Бабель ТБ, сателітарного телебачення SKY.
- 2007 — у співпраці з мерією Рима виконала переклад з італійської та підготовку до друку збірки законів «Довідник для домашніх працівників — путівник для тих, хто працює, і тих, хто приймає на роботу»
- 2008 — у співпраці із Міністерством освіти Італії підготувала та озвучила CD-посібник для загальноосвітніх італійських шкіл, що знайомить із історією, культурою, мистецтвом та ін. різних країн світу.
- 2010 — у співпраці із Національним інститутом соціального захисту Італії переклала з італійської та підготувала до друку збірку законів «АБС безпеки на робочому місці»
- 2009 — під її керівництвом, Українська газета в Італії перемогла у Конкурсі закордонних україномовних видань у світі.
- 2022 — працює на італійському державному телебаченні RAI. Зокрема, із початком повномасштабної війни із Росією, зайнята у підготовці випусків новин TG1 s TG3. Синхронно перекладає у прямому ефірі інтерв'ю урядовців та значних діячів політики та культури, для ряду аналітичних програм "Carta Bianca", "Agorá", "Frontiere", "Mi Manda Rai3", "Cavallo e la Torre", "Presa Diretta" та на Національному радіо RAI.
- 2023  — зайнята у ряді проектів ЄС, по прийому в Італії біженців із України.

Основна тематика журналістських робіт — життя українців в Італії, аналітичні статті по проблемах імміграції, новини Італії та Ватикану. Улюблені теми — життя українців в Італії.

## Публікації
- 2013 р. «Ми зі Східної Європи» — укладач української частини довідника імігрантів у Римі;
- 2013 р. Укладач білих сторінок української громади в Римі;
- 2014 р. Співавтор книги «Дні ганьби»;
- 2014 р. Співавтор книги «Приналежність та ідентичність»;

## Громадська діяльність
Речник партії іммігрантів Нові італійці. Замісник голови «Центральної Координаційної ради українських об'єднань в Італії»
У 2009 році, як головний редактор «Української газети», заснувала Конкурс української книги в Італії.
Організатор та учасниця різноманітних культурних та соціальних заходів української громади в Римі та Неаполі, зокрема у співпраці із Посольством України в Італії та Посольством України у Ватикані.
Активний учасник Євромайдану у Римі та громадського руху діаспори, що активізувався від початку повномасштабної війни в Україні.

## Відзнаки
13 січня 2007 року нагороджена Відзнакою мерії міста Рим за сприяння дружбі Італії та України.